# Mukarira
Mukarira är ett vattendrag i Burundi.   Det ligger i provinsen Cankuzo, i den centrala delen av landet, 120 km öster om huvudstaden Bujumbura.
I omgivningarna runt Mukarira växer huvudsakligen savannskog. Runt Mukarira är det ganska tätbefolkat, med 108 invånare per kvadratkilometer.